# (802) Epyaxa
(802) Epyaxa – planetoida z grupy pasa głównego asteroid.

## Odkrycie
Została odkryta 20 marca 1915 roku w Landessternwarte Heidelberg-Königstuhl w Heidelbergu przez Maxa Wolfa. Nazwa planetoidy pochodzi od imienia żony Synnesisa, króla Cylicji.

## Orbita
(802) Epyaxa okrąża Słońce w ciągu 3 lat i 94 dni w średniej odległości 2,2 j.a. Planetoida należy do rodziny planetoidy Flora nazywanej też czasem rodziną Ariadne.